# 良乡南关站
良乡南关站是一个位于中国北京市房山区拱辰街道长虹西路与昊天大街交叉口，属于北京地铁房山线的地铁车站。

## 位置
该站位于长虹东路－长虹西路与昊天大街和凯旋大街的交汇处，呈东西走向。此处称为良乡南关路口，但在实际的南关外。

## 结构

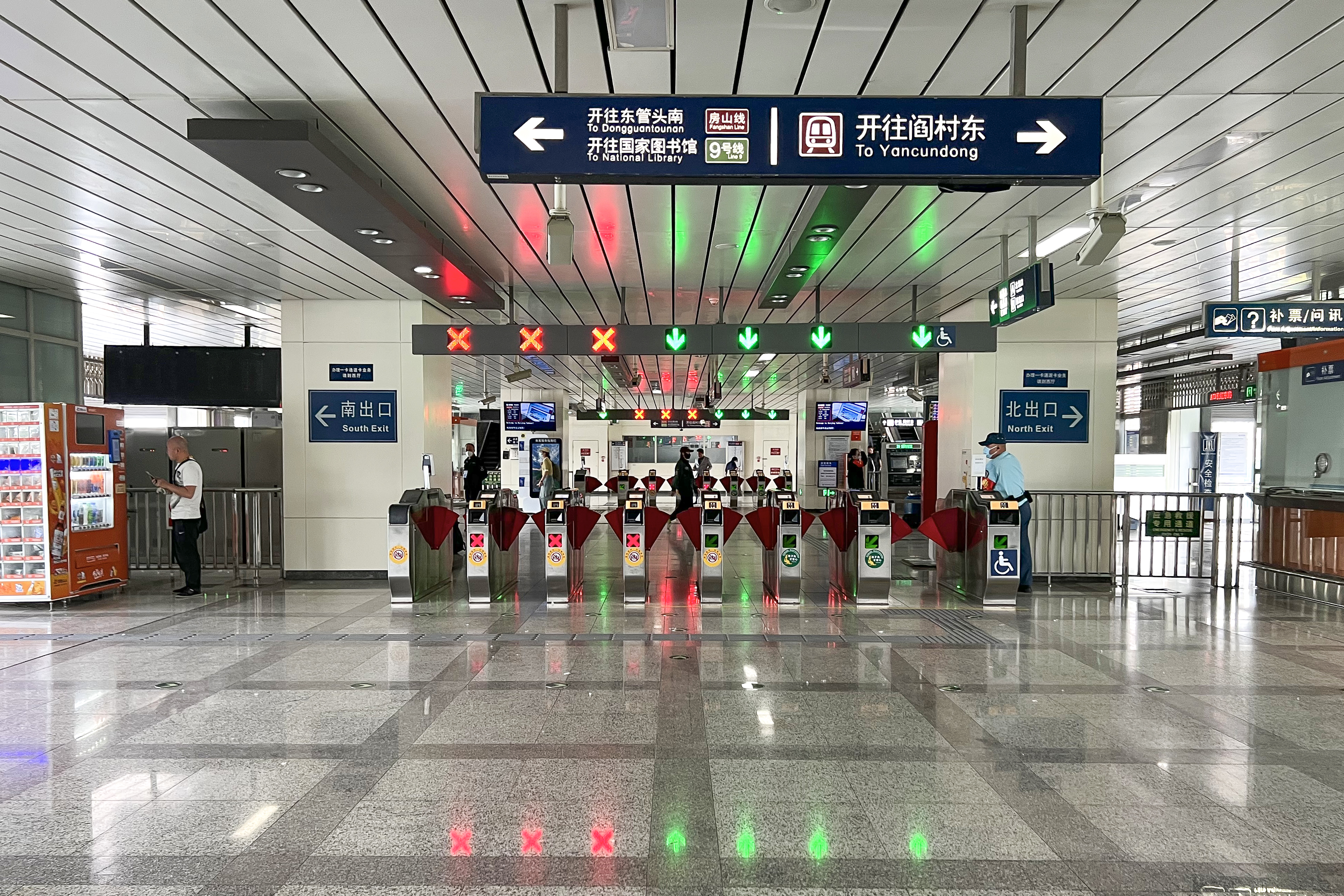
站厅

良乡南关站为高架车站，侧式站台设计。
| 地上二层 站台层 | 侧式站台，右側開门                                                         | 侧式站台，右側開门              |
| 地上二层 站台层 | █ 房山线非跨线车往东管头南／跨线车往国家图书馆 ( █ 9号线) （良乡大学城西） |                                 |
| 地上二层 站台层 | █ 房山线往阎村东（苏庄）                                                   |                                 |
| 地上二层 站台层 | 侧式站台，右側開门                                                         |                                 |
| 地面层 站厅层   | 站厅                                                                       | A-B出入口、客服中心、进出站闸机 |

## 出入口
|                           |          |                                                            |      |            |  |
| 编号                      | 指示     | 建议前往的目的地                                           | 图片 | 无障碍设施 |  |
| 出口 · A · 1 · 升降机标志 | 长虹东路 | 西潞南大街、长虹小区、房山区发展和改革委员会、房山区财政局 |      |            |  |
| 出口 · A · 2              | 长虹东路 | 拱辰南大街、昊天大街、嘉瑞通小区                           |      | 不適用     |  |
| 出口 · B · 1 · 升降机标志 | 京深路   | 长虹东路、拱辰南大街、良乡建材城                           |      |            |  |
| 出口 · B · 2              | 京深路   | 长虹西路、凯旋大街、西潞南大街、房山区民防局               |      | 不適用     |  |
| 註： 設有                 |          |                                                            |      |            |  |